# Дебърско благотворително братство
Дебърското благотворително братство е патриотична и благотворителна обществена организация на македонски българи от района на град Дебър, съществувала в българската столица София отпреди Балканската война.

## История
В началото на XX век в българската столица е създадена Дебърска доброволческа дружина от 300 души членски състав. Към 1910 година председател на Дебърското братство е Лазар Димитров, родом от Дренок, подписал „Мемоар на Македонските братства в столицата до Славянски събор в София“.
След Първата световна война дружеството е възстановено от Арсени Йовков. На Учредителният събор на Съюза на македонските емигрантски организации делегати от Дебърското братство са Гаврил Симеонов и Димитър Илиев. През януари 1923 година на обединителния конгрес на Съюза и федералистите делегати от братството са Арсени Йовков, Григор Кузманов, Г. Дабаров и Димитър Илиев. Според устава на братството от 15 август 1925 година дружеството има знаме, в бяло, зелено и червено, а патронният празник е на Свети Дух. През юли 1925 година е избрано настоятелство в състав Иван Божинов (председател), Вельо П. Мерджанов (подпредседател), Григор Богданов (секретар), Коста Ив. Шориков (касиер), а съветници са Коста Ст. Георгиев, Вельо Димитров и Йордан Кръстев. На 21 февруари 1926 година в ново ръководство влизат Янко Тасев (председател), Велю Мерджанов (подпредседател), Григор Богданов (секретар), Симеон Спиров (касиер), а съветници са Негри Ракоменов, Дойчин Дуков и Кръсто Стоянов.
През 1928 година на Седмия конгрес на Съюза на македонските емигрантски организации от 1928 година делегат от братството е Янко Тасев.
През септември 1934 година протестен протокол срещу Деветнадесетомайския преврат от името на братството подписва Величко Стоянов. В управителното тяло на братството през 1936 година са Стамат Стаматов, Пандил Хаджикръстев, Симеон Гр. Богданов, Кирил К. Велев, Петър П. Филипов, Йордан Г. Хаджийски и Тръпко Манолов Иванов. През 1938 година братството приема дарение от покойния Кипро Симоновски за създаване фонд „Дебърски глас“. В заседанията за гласуване на ново ръководство участват 84 делегати. На 10 април 1938 година в настоятелството влизат Стамат Стаматов (председател), Мартин Попарсов Мартинов (подпредседател), Александър Кръстев Спасов (секретар), Георги Ант. Алтъпамарков, Иван Спасов Илиев и Пандил Илиев Начов са съветници, а Коста Шориков Иванов, Манол Мартинов Андонов и Методи Кръстев са запасни членове. В контролната комисия влизат Кръстю Костов Бакалов (председател), членове са Величко Стоянов Шориков и Рафе Стефанов Георгиев, а Петър Филипов Петров е запасен член. На общо заседание от 30 юли 1939 година е избрано ново ръководство с председател Константин Владов Муравиев и членове Симеон Иванов Греков, Иван Георгиев Кръстев, Борис Андонов Христов и Младен Стоилов Мишев. В контролната комисия влизат Петко Василев Чепишев (председател) и членове Атанас Михаилов Чекански и Христо Цветков Таслаков.
Братството се ангажира с редица културни прояви, а към него още през 1922 година е създадено Дебърско младежко дружество „Радика“. Издава списание „Дебърски глас (1935 – 1943)“. Членове на дружеството са Вельо Мерджанов и други. По инициатива на братството в София е създадена Дебърската градина.
Стамат Стаматов председателства Дебърското братство отново през 1941 година.